# 코리나 하르포우흐
코리나 하르포우흐(독일어: Corinna Harfouch, 1954년 10월 16일~)는 독일의 배우이다.

## 출연 작품
- 블러드서커스 (2021)
- 라라 (2019)
- 어느 미친 사내의 고백 (2015)
- 핀스터월드 (2013)
- 무브 (2012)
- 홈 포 더 위크엔드 (2012)
- 달사람 (2012)
- 루킹 포 시몬 (2011)
- 디스 이즈 러브 (2009)
- 보드카 위스키 (2009)
- 줄리아스 실종 (2009)
- 작년 겨울 (2008)
- 베를린 콜링 (2008)
- 프리 투 리브 (2007)
- 어코딩 투 더 플랜 (2007)
- 칸 (2006)
- 향수 - 어느 살인자의 이야기 (2006)
- 소립자 (2006)
- 로즈 (2005)
- 다운폴 (2004)
- 마녀 비비 (2002)
- 유로 덤 앤 더머 2 (2002)
- 지금 아니면 (2000)
- 노킹 온 헤븐스 도어 (1997)
- 약속 (1995)
- 쌍둥이는 즐거워 (1993)